# 小行星2408
小行星2408（2408 Astapovich）是一颗绕太阳运转的小行星，为主小行星带小行星。该小行星于1978年8月31日发现。
該小行星以俄羅斯天文學家伊戈爾·斯坦尼斯拉沃維奇·阿斯塔波維奇（Igor' Stanislavovich Astapovich）命名。

## 轨道参数
小行星2408的轨道半长轴为2.6358174 UA，离心率为0.244。